# Головний бухгалтер
Головний бухгалтер — керівник бухгалтерської служби (бухгалтерії), який забезпечує ведення бухгалтерського обліку на підприємстві.

## Завдання та обов’язки
Забезпечує ведення бухгалтерського обліку, дотримуючись єдиних методологічних засад, встановлених Законом України “Про бухгалтерський облік та фінансову звітність в Україні”, з урахуванням особливостей діяльності підприємства і технології оброблення облікових даних. Організовує роботу бухгалтерської служби, контроль за відображенням на рахунках бухгалтерського обліку всіх господарських операцій. Вимагає від підрозділів, служб та працівників забезпечення неухильного дотримання порядку оформлення та подання до обліку первинних документів.
Вживає всіх необхідних заходів для запобігання несанкціонованому та непомітному виправленню записів у первинних документах і регістрах бухгалтерського обліку та збереження оброблених документів, регістрів і звітності протягом встановленого терміну. Забезпечує складання на основі даних бухгалтерського обліку фінансової звітності підприємства, підписання її та подання в установлені строки користувачам. Здійснює заходи щодо надання повної, правдивої та неупередженої інформації про фінансовий стан, результати діяльності та рух коштів підприємства. Бере участь у підготовці та поданні інших видів періодичної звітності, які передбачають підпис головного бухгалтера, до органів вищого рівня відповідно до нормативних актів, затвердженими формами та інструкціями.
За погодженням з власником (керівником) підприємства забезпечує перерахування податків та зборів, передбачених законодавством, проводить розрахунки з іншими кредиторами відповідно до договірних зобов’язань. Здійснює контроль за веденням касових операцій, раціональним та ефективним використанням матеріальних, трудових та фінансових ресурсів. Бере участь у проведенні інвентаризаційної роботи на підприємстві, оформленні матеріалів, пов’язаних із нестачею та відшкодуванням втрат від нестачі, крадіжки і псування активів підприємства.
Забезпечує перевірку стану бухгалтерського обліку у філіях, представництвах, відділеннях та інших відокремлених підрозділах. Організовує роботу з підготовки пропозицій для власника (керівника) підприємства щодо: визначення облікової політики підприємства, внесення змін до обраної облікової політики, вибору форми бухгалтерського обліку з урахуванням діяльності підприємства і технології оброблення облікових даних; розроблення систем і форм внутрішньогосподарського (управлінського) обліку та правил документообігу, додаткової системи рахунків і регістрів аналітичного обліку, звітності і контролю господарських операцій; визначення прав працівників на підписання первинних та зведених облікових документів; вибору оптимальної структури бухгалтерської служби та чисельності її працівників, підвищення професійного рівня бухгалтерів, забезпечення їх довідковими матеріалами; поліпшення системи інформаційного забезпечення управління та шляхів проходження обробленої інформації до виконавців; впровадження автоматизованої системи оброблення даних бухгалтерського обліку з урахуванням особливостей діяльності підприємства чи удосконалення діючої; забезпечення збереження майна, раціонального та ефективного використання матеріалів, трудових та фінансових ресурсів, залучення кредитів та їх погашення; виділення на окремий баланс філій, представництв, відділень та інших відокремлених підрозділів підприємства та включення їх показників до фінансової звітності підприємства.
Керує працівниками бухгалтерського обліку підприємства та розподіляє між ними посадові завдання та обов’язки. Знайомить цих працівників із нормативно-методичними документами та інформаційними матеріалами, які стосуються їх діяльності, а також із змінами в чинному законодавстві.

## Загальні вимоги
Повинен знати: закони України; Укази Президента України, постанови, розпорядження, рішення Кабінету Міністрів України, Національного банку України, Державної податкової адміністрації України з питань правових засад регулювання господарської діяльності підприємства, положення (стандарти) бухгалтерського обліку та інші нормативно-правові акти Міністерства фінансів України щодо порядку ведення бухгалтерського обліку та складання фінансової звітності, а також методичні документи міністерства та інших центральних органів виконавчої влади щодо галузевих особливостей застосування положень (стандартів) бухгалтерського обліку; основи технології виробництва продукції, порядок оформлення операцій і організацію документообігу за розділами обліку, форми та порядок розрахунків, порядок приймання, зарахування на баланс, зберігання і витрат коштів, товарно-матеріальних та інших цінностей; правила проведення інвентаризацій активів та зобов’язань; економіку, організацію виробництва, праці та управління; податкову справу; основи цивільного права; трудове, фінансове, господарське законодавство.

## Кваліфікаційні вимоги
Головний бухгалтер. Начальник (завідувач) відділу (управління) бухгалтерського обліку: 
- повна вища освіта відповідного напряму підготовки (магістр, спеціаліст).
- стаж бухгалтерської роботи за професіями керівників нижчого рівня: для магістра — не менше 2 років, спеціаліста — не менше 3 років.

Завідувач сектора (бюро) у відділі (управлінні) бухгалтерського обліку:
- повна вища освіта відповідного напряму підготовки (магістр, спеціаліст). Стаж бухгалтерської роботи для магістра — на менше 2 років, спеціаліста — не менше 3 років.